# Лопасня (Чехов)
Лопасня — микрорайон в городе Чехов Московской области, до 1951 года — посёлок железнодорожной станции Лопасня.

## Топоним
Известны микрорайоны посёлка Первый и Второй Станционный посёлок

## История
Образован возле станции Лопасня, к востоку от посёлка Лопасня
В 1951 году посёлок железнодорожной станции Лопасня стал одним из поселений, на основании которого 18 мая 1951 года был сформирован рабочий посёлок Лопасня (ныне город Чехов). Помимо него в состав нового рабочего посёлка вошли селения Садки, Новое Бадеево, часть посёлка Зачатье (по улице Школьная), посёлок Офицерский, посёлок регенератного завода, территория котельно-механического завода.